# Encino (ort i Colombia, Santander, lat 6,14, long -73,10)
Encino är en ort i Colombia.   Den ligger i departementet Santander, i den centrala delen av landet, 200 km nordost om huvudstaden Bogotá. Encino ligger 1 862 meter över havet och antalet invånare är 412.
Terrängen runt Encino är kuperad åt nordväst, men åt sydost är den bergig. Runt Encino är det mycket glesbefolkat, med 7 invånare per kvadratkilometer. Närmaste större samhälle är Coromoro, 18,6 km norr om Encino. I omgivningarna runt Encino växer i huvudsak städsegrön lövskog.